# 王子製紙 (初代)

近代化産業遺産

王子製紙株式会社（おうじせいし）は、かつて存在した日本の大手製紙会社である。現在の大手製紙会社の王子ホールディングス（王子製紙）と日本製紙の前身にあたる。
日本の製紙産業の黎明期にあたる、明治初期の1873年（明治6年）に設立。社名の由来である東京の王子で創業し、国内（内地）各地のみならず朝鮮や樺太へと進出、富士製紙・樺太工業などとの合併を繰り返して国内市場8割以上を握る巨大製紙会社へと発展していった。その規模から「大王子製紙」と称された。
戦後の財閥解体政策によって過度経済力集中排除法の対象となり、1949年（昭和24年）に解体された。後継会社は苫小牧製紙株式会社・本州製紙株式会社・十條製紙株式会社の3社である。この3社はその後の再編により、王子HD（旧苫小牧・本州）と日本製紙（旧十條）へと至る。
三井財閥が出資しており、三井の傍系会社の一つに数えられる。工場群は近代化産業遺産「8.洋紙の国内自給を目指し北海道へと展開した製紙業の歩みを物語る近代化産業遺産群」の指定を受けた。

## 沿革

### 創業
明治に入ってから間もない1873年（明治6年）2月、「抄紙会社」が設立された。輸入に頼っていた洋紙の国産化を企図して、渋沢栄一が中心となって設立した。洋法楮製商社（1871年設立、工場建設に至らず）、旧広島藩主の浅野家が設立した有恒社（1872年設立）に次ぐ、国内で3番目の製紙会社である。設立当初は、両替商の三井組（三井財閥の祖、45%）・小野組（25%）・島田組（10%）と渋沢栄一（10%）らが出資していた。
工場用地は東京の王子が選ばれ、工場建設が進められた。当時、洋紙の原料は襤褸が良いとされていたため、襤褸を入手しやすい大都市近郊を工場用地に選んだのである。しかし工場竣工に先立ち、有力株主の小野組と島田組が倒産したため資金不足に陥ってしまう。資金不足を三井組の追加出資と、渋沢が頭取となっていた第一国立銀行からの融資で乗り切り、創業2年後の1875年（明治8年）12月に工場を竣工させた。工業用水には千川上水から分流させた王子分水が使われた。操業開始翌年から、政府から地券状用紙の大量発注があり、この官需が創業期の立ち上がりを支えた。官需が減退した後は民需に重心を置くようになり、新聞紙や雑誌に用いられる印刷用紙を中心に生産することになる。
1876年（明治9年）5月に抄紙会社から「製紙会社」へと改称した。1893年（明治26年）11月には、商法の施行に伴って同法に基づく株式会社に改組するとともに創業地の名を冠して王子製紙株式会社へと改称した。

### 苫小牧進出まで
当初王子工場では襤褸や破布、次いで稲藁を紙の原料に使用していたが、欧米で普及しつつあった木材パルプ、特に亜硫酸パルプ（サルファイトパルプ、SP）の生産を目指して森林地帯の静岡県西部に1889年（明治22年）気田工場を新設する。日本で最初の本格的SP製造工場であった。
1890年代中頃になると、主要融資元から第一国立銀行が降り、代わって三井銀行が主要融資元となった。さらに三井は経営権掌握を目指して三井銀行出身の藤山雷太を1896年（明治29年）に専務として送り込んだ。1898年（明治31年）には渋沢が会長を辞任、創業期からの技術者であった大川平三郎も会社を去った。大川とともに一部の技術者や熟練工も会社を去ったため人材不足となり、操業の混乱を招いて、後発の富士製紙（1887年（明治20年）設立）に国内洋紙生産量首位の座を同年明け渡した。
日清戦争後の新聞用紙の需要増大に触発され、1899年（明治32年）静岡県西部に中部工場を新設、工場を3か所に増強した。中部工場はSPに加えて砕木パルプ（グランドパルプ、GP）の生産設備も備えたが、工場の成績は不振を極め、市況の悪化とも重なって経営を悪化させる要因となった。
経営再建のために、三井から新たに鈴木梅四郎が専務として送り込まれた。鈴木は財務整理を断行し、さらに北海道への進出・大工場建設を目指した。新工場の用地は、豊富な木材資源や支笏湖水流の水力発電による電力を利用できる苫小牧村（現・苫小牧市）が選ばれた。苫小牧工場は1910年（明治43年）に操業を開始、品質改善やコスト削減を実現させた。以降同工場は王子製紙の主力工場となっていく。操業開始2年後の1912年、富士製紙を抑えて再び国内洋紙生産量首位に返り咲いた。

### 第一次世界大戦期以降の拡大

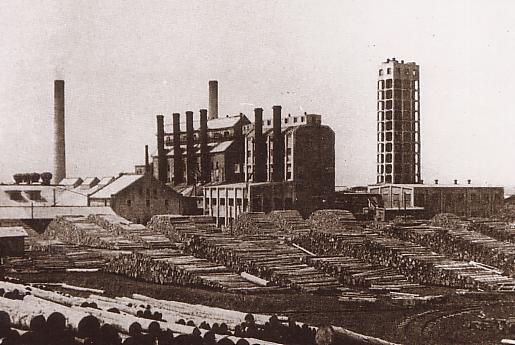
王子製紙豊原工場（1917年 - 1945年）

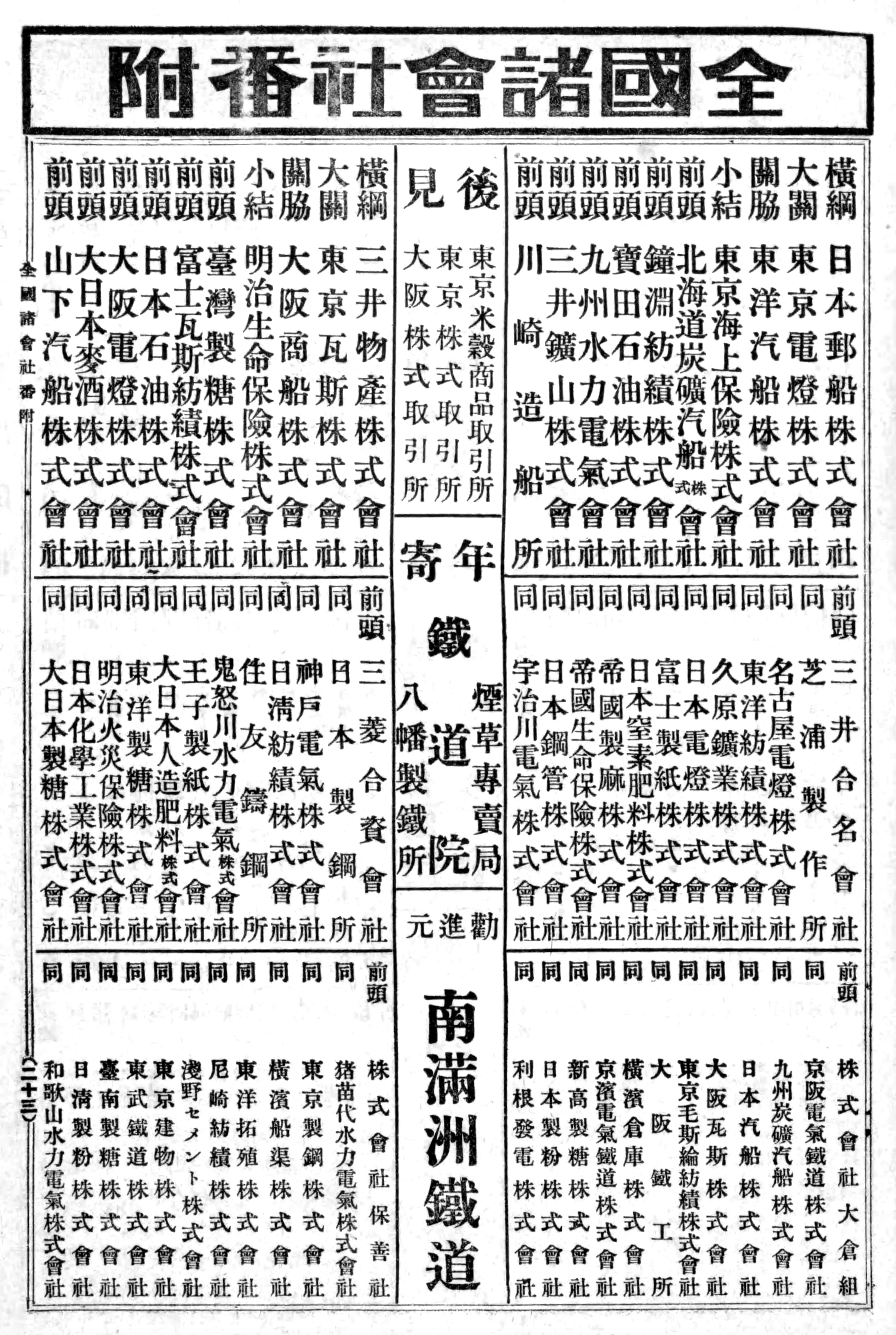
全国諸会社番付(大正12年)。前頭として掲載される。

1911年（明治44年）、三井から藤原銀次郎を経営者として迎え入れる。藤原の元で合理化を進めていた最中の1914年（大正3年）に第一次世界大戦が勃発、洋紙需要が急伸長する好況となり、これに乗じて財務内容を強化し、事業拡大を進めた。1915年（大正4年）から16年にかけて国立印刷局十條分工場を始めとする3工場を買収、樺太にも進出した。1917年（大正6年）樺太に工場を追加、1919年（大正8年）には朝鮮にも工場を新設して、工場数を計9か所とした。
戦後は一転して不況となるが、洋紙の需要は伸張し続けたため、工場の新増設や他社の買収・合併は依然として続いた。1922年（大正11年）樺太に工場をさらに追加、1924年（大正13年）から1925年（大正14年）にかけて前述の有恒社など計4社を買収ないし合併した。一方で採算があわなくなった気田・中部両工場は閉鎖されたが、工場数は計13か所に増大した。
なお、王子製紙以上に富士製紙はこの時期事業の拡大を進めたため、1922年（大正11年）に洋紙生産量首位を再び明け渡している。1933年（昭和8年）に王子が富士製紙を合併するまで、生産量は富士製紙のほうが上回り続けた。

### 「大王子製紙」発足
1933年（昭和8年）5月18日、王子製紙（存続会社）と富士製紙・樺太工業の3社が合併した。合併により、王子製紙の紙生産量は国内生産量の8割以上を占め、これ以降その規模から「大王子製紙」と称される。工場は富士製紙の14か所と樺太工業の6か所をあわせて、33か所に増大した。
富士製紙は前述の通り後発ながら王子製紙と競合した大手製紙会社である。合併前年の1932年（昭和7年）時点で、生産高ベースで約36%のシェアを持ち、シェア約30%の王子製紙を抜いて国内首位の製紙会社であった。一方の樺太工業は1913年（大正2年）設立で、当初樺太を拠点としていたが1926年に内地の企業も合併していた。1932年時点でのシェアは約20%。両社の共通点は、かつて王子製紙の技術者であった大川平三郎が社長を務めていたことである。
王子製紙・富士製紙・樺太工業の3社は、従来から競合しつつもしばしばカルテルを結んで協調行動をとっていた。1920年代末になると市況の悪化で、特に富士製紙・樺太工業の業績が悪化する。1929年（昭和4年）に王子製紙は富士製紙の株式を買収して筆頭株主となり、富士製紙の業績建て直しを支援するようになる。また、1930年頃から樺太工業側から王子製紙へ合同を打診していた。市況と各社の状況から、これ以上の消耗を回避し、なおかつ従来以上の市況統制として3社の合同が構想され、巨大トラストである「大王子製紙」発足へと至ったのである。

### 戦中から戦後の解散へ

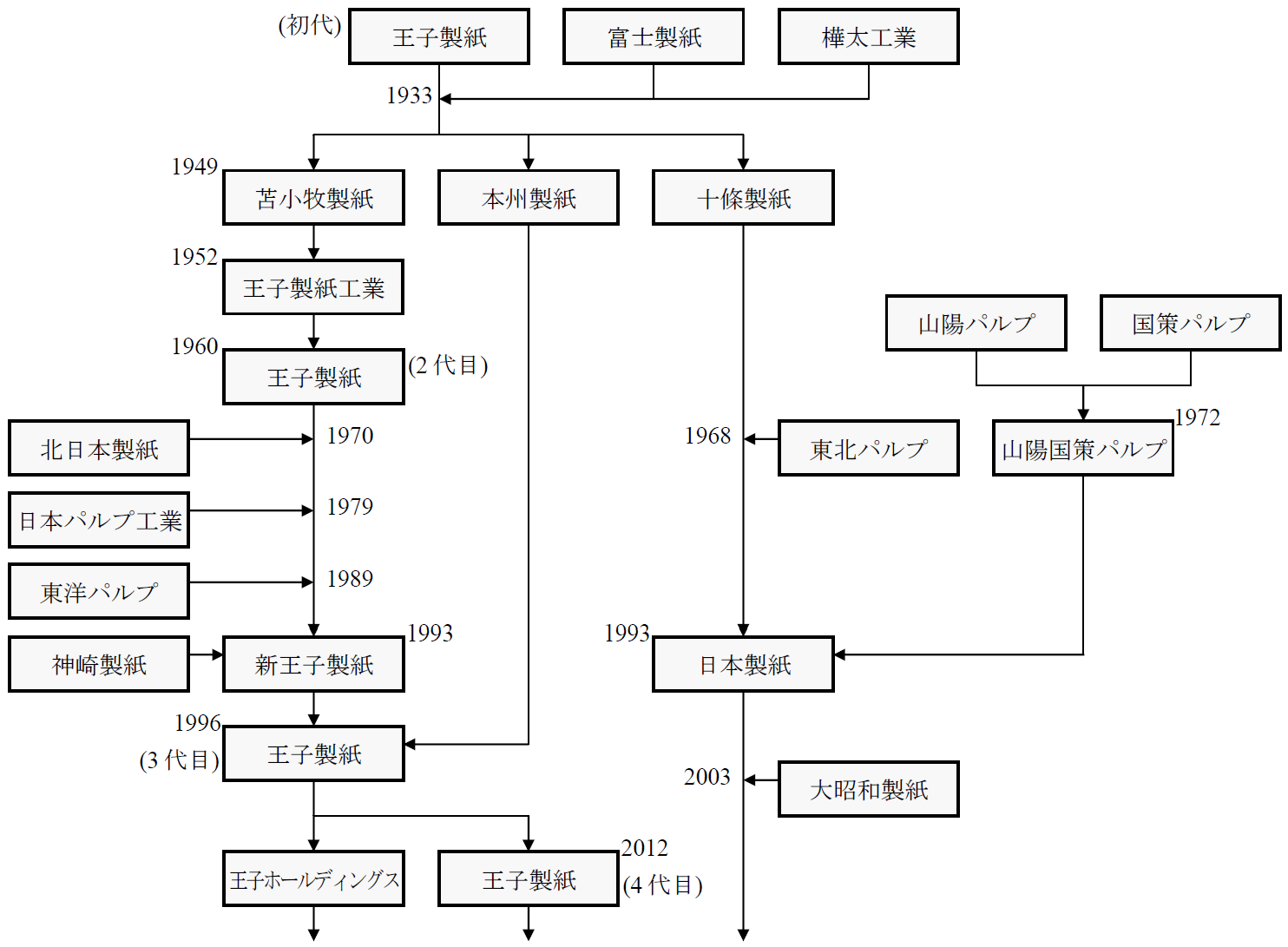
製紙各社のおおまかな合併図

大合同から4年後の1937年（昭和12年）から日中戦争が、さらに4年後の1941年（昭和16年）から太平洋戦争が始まるが、戦時中の企業経営は戦争遂行という国策に沿ったものにならざるを得なかった。その例に、中国の占領地での製紙会社の運営受託、フィリピン・マレーシア・インドネシアなど占領地での工場運営、レーヨン（人造絹糸）用パルプの増産、製紙工場の軍需工場への転換、がある。軍需工場へ転換されたのは内地では8か所で、1943年（昭和18年） - 1944年（昭和19年）に休止され、他社に売却されたり傍系会社として分離されたりした。
太平洋戦争末期にはアメリカ軍による空襲の被害にあった。ほとんどが軽微な被害ですんだものの、兵庫県の神崎工場だけはほぼ全滅という被害を受け、戦後になるまで再開できなかった。
1945年（昭和20年）8月15日の敗戦により、占領地や満洲、朝鮮、樺太にある資産のすべてを喪失した。直営工場だけでみても10か所あり、戦後は国内に残った15工場だけで運営することになる。生産能力は戦前ピーク時の3割に落ち込んでいた。
終戦直後から、連合国軍最高司令官総司令部（GHQ）の財閥解体政策の対象とされた。王子製紙は「解体に該当するような企業とはいえないのではないか」と反論したが、解体の方向へと進んだ。まず、1946年（昭和21年）1月11日に「制限会社」に指定された。これにより当時23社存在した傍系会社が王子製紙の下から独立した。しばらく経営陣とGHQとの交渉が続けられたが、最終的に1949年（昭和24年）1月7日、持株会社整理委員会は過度経済力集中排除法に基づき解体指令が出した。
これを受けて同年8月1日、王子製紙の解体が実行された。後継会社として苫小牧製紙株式会社・本州製紙株式会社・十條製紙株式会社の3社が設立され、王子製紙の資産はこの3社に継承された。王子製紙は解散して清算会社となり、12年後の1961年（昭和36年）11月24日に清算業務が終了したことにより完全に消滅した。

「洋紙発祥之地」の石碑

後身にあたる十條製紙（現・日本製紙）が王子工場跡地に建設した複合レジャー施設「サンスクエア」には「洋紙発祥之地」と題した石碑が設置されている。

### 年表
- 1873年（明治6年）2月12日 - 「抄紙会社」設立。
- 1875年（明治8年）12月16日 - 会社開業式挙行。
- 1876年（明治9年）5月1日 - 「製紙会社」に社名変更。
- 1889年（明治22年）12月 - 気田工場操業開始。
- 1893年（明治26年）11月8日 - 「王子製紙株式会社」に社名変更。
- 1899年（明治32年）1月 - 中部工場操業開始。
- 1910年（明治43年）9月 - 苫小牧工場操業開始。
- 1915年（大正4年）7月 - 三井樺太紙料工場を買収、大泊工場とする。
- 1916年（大正5年）2月 - 帝国製紙（1913年（大正2年）1月設立）を買収、大阪工場とする。
- 1916年（大正5年）7月 - 印刷局十條分工場を買収、十條工場とする。
- 1917年（大正6年）1月 - 豊原工場操業開始。
- 1919年（大正8年）8月 - 朝鮮製紙（1918年（大正7年）12月設立）により朝鮮工場操業開始。
- 1921年（大正10年）12月 - 朝鮮製紙を合併。
- 1922年（大正11年）2月 - 野田工場操業開始。
- 1922年（大正11年）3月 - 気田工場操業停止。
- 1924年（大正13年）4月 - 小倉製紙所を合併、小倉工場とする。
- 1924年（大正13年）6月 - 有恒社を買収し、亀戸工場とする。
- 1924年（大正13年）9月 - 中部工場操業停止。
- 1924年（大正13年）12月 - 北海工業（1918年12月設立）を買収、伏木工場とする。
- 1925年（大正14年）4月 - 東洋製紙（1906年（明治39年）6月設立[注釈 6]）を合併、淀川工場・岩渕工場・吹田工場（同年12月廃止）を追加。
- 1933年（昭和8年）5月18日 - 富士製紙・樺太工業を合併。市場の8割以上を握る、通称「大王子製紙」が成立。
- 1941年（昭和16年）5月 - 昭和鉱業より名古屋明礬工場を譲り受け、名古屋化学工場とする。
- 1943年（昭和18年）1月 - 王子・亀戸・富士第1・芝川・京都の5工場休止。4月には名古屋工場も休止。
- 1943年（昭和18年）6月 - 日本人絹パルプ（1932年（昭和7年）4月設立）を合併、敷香工場とする。
- 1943年（昭和18年）9月 - 富士第2工場・千住工場休止。
- 1944年（昭和19年）2月 - 江別工場休止。
- 1945年（昭和20年）6月15日 - 空襲により神崎工場ほぼ全滅。
- 1946年（昭和21年）1月11日 - 傍系会社40社とともに制限会社令適用、傍系会社は分離・独立へ。
- 1948年（昭和23年）2月8日 - 過度経済力集中排除法に基づく指定会社に。
- 1949年（昭和24年）8月1日 - 王子製紙解散、後継会社である苫小牧製紙・本州製紙・十條製紙の3社が発足。
- 1961年（昭和36年）11月24日 - 王子製紙、清算業務終了。

## 工場一覧
王子製紙が直営で運営していた工場は、以下の計38工場である。ただし、すべてが同時代的に存在していたことはない。各工場の所在地と操業開始年月、前身の運営会社（当初から王子製紙が運営していた場合は空欄）を記し、備考には休止・閉鎖された場合はその年月日、1949年（昭和24年）8月の分割解体で後身会社に継承された場合には継承先の会社を記した。
| 工場名             | 所在地                         | 操業開始年月      | 前身                                            | 備考                    |
| ------------------ | ------------------------------ | ----------------- | ----------------------------------------------- | ----------------------- |
| 王子工場           | 東京都北区王子                 | 1875年12月        |                                                 | 1943年1月休止           |
| 十條工場           | 東京都北区王子                 | 1910年5月         | 元印刷局工場→1916年7月王子                      | 十條製紙継承            |
| 亀戸工場           | 東京都江東区亀戸               | 1908年9月         | 有恒社→1924年6月王子                            | 1943年1月休止           |
| 千住工場           | 東京都荒川区南千住             | 1886年6月         | 東京板紙→1920年2月富士→1933年5月王子            | 1943年9月休止           |
| 江戸川工場         | 東京都江戸川区東篠崎           | 1922年12月        | 富士→1933年5月王子                              | 本州製紙継承            |
| 富士第一工場       | 静岡県富士市入山瀬             | 1890年1月         | 富士→1933年5月王子                              | 1943年1月休止           |
| 富士第二工場       | 静岡県富士宮市小泉             | 1897年10月        | 富士→1933年5月王子                              | 1943年9月休止           |
| 富士第二工場分工場 | 静岡県富士宮市源道寺町         | 1897年10月        | 富士→1933年5月王子                              | 1943年9月休止           |
| 富士第三工場       | 静岡県富士市平垣               | 1908年4月         | 富士→1933年5月王子                              | 本州製紙継承            |
| 芝川工場           | 静岡県富士宮市羽鮒             | 1898年12月        | 四日市製紙→1920年2月富士→1933年5月王子          | 1943年1月休止           |
| 岩渕工場           | 静岡県富士市中之郷             | 1918年10月        | 東洋加工製紙→1920年11月東洋製紙→1925年4月王子   | 本州製紙継承            |
| 気田工場           | 静岡県浜松市天竜区春野町気田   | 1889年12月        |                                                 | 1923年12月閉鎖          |
| 中部工場           | 静岡県浜松市天竜区佐久間町中部 | 1899年1月         |                                                 | 1924年9月閉鎖           |
| 名古屋工場         | 愛知県名古屋市港区船見町       | 1931年12月        | 元特種紙料試験工場→1932年11月富士→1933年5月王子 | 1943年4月休止           |
| 名古屋化学工場     | 愛知県名古屋市港区築地町       | --                | 元昭和鉱業名古屋明礬工場→1941年5月王子          | 本州製紙継承            |
| 中津工場           | 岐阜県中津川市中津川           | 1908年5月         | 中央製紙→1926年4月樺太→1933年5月王子            | 本州製紙継承            |
| 伏木工場           | 富山県高岡市伏木               | 1919年9月         | 北海工業→1924年12月王子                         | 十條製紙継承            |
| 京都工場           | 京都府京都市右京区梅津大縄場町 | 1876年1月         | 梅津製紙→1924年6月富士→1933年5月王子            | 1943年1月休止           |
| 吹田工場           | 大阪府吹田市                   | 1921年            | 吹田製紙→1925年4月東洋製紙→1925年4月王子        | 1925年12月閉鎖          |
| 都島工場           | 大阪府大阪市都島区善源寺町     | 1914年11月        | 帝国製紙→1916年2月王子                          | 十條製紙継承            |
| 淀川工場           | 大阪府大阪市北区長柄東         | 1908年4月         | 東洋製紙→1925年4月王子                          | 本州製紙継承            |
| 神崎工場           | 兵庫県尼崎市常光寺             | 1894年12月        | 野田製紙所→1915年11月富士→1933年5月王子         | 1945年6月空襲で全滅     |
| 熊野工場           | 和歌山県新宮市蓬莱             | 1912年8月         | 熊野製紙→1924年6月富士→1933年5月王子            | 本州製紙継承            |
| 小倉工場           | 福岡県北九州市小倉北区中島     | 1891年1月         | 小倉製紙所→1924年4月王子                        | 十條製紙継承            |
| 八代工場           | 熊本県八代市十条町             | 1924年9月         | 九州製紙→1926年4月樺太→1933年5月王子            | 十條製紙継承            |
| 坂本工場           | 熊本県八代市坂本町坂本         | 1898年10月        | 九州製紙→1926年4月樺太→1933年5月王子            | 十條製紙継承            |
| 苫小牧工場         | 北海道苫小牧市王子町           | 1910年9月         |                                                 | 苫小牧製紙継承          |
| 江別工場           | 北海道江別市王子               | 1908年11月        | 富士→1933年5月王子                              | 1943年休止              |
| 釧路工場           | 北海道釧路市鳥取南             | 1920年7月         | 富士→1933年5月王子                              | 十條製紙継承            |
| 大泊工場           | 樺太大泊郡大泊町               | 1914年11月        | 三井合名会社樺太紙料工場→1915年7月王子          | 1945年8月敗戦により喪失 |
| 豊原工場           | 樺太豊原市                     | 1917年1月26日     |                                                 | 1945年8月敗戦により喪失 |
| 落合工場           | 樺太豊栄郡落合町               | 1917年4月、7月    | 日本化学紙料→1922年6月富士→1933年5月王子        | 1945年8月敗戦により喪失 |
| 知取工場           | 樺太元泊郡知取町               | 1924年、1927年1月 | 富士→1933年5月王子                              | 1945年8月敗戦により喪失 |
| 真岡工場           | 樺太真岡郡真岡町               | 1919年9月、10月   | 樺太→1933年5月王子                              | 1945年8月敗戦により喪失 |
| 野田工場           | 樺太真岡郡野田町               | 1919年、1922年2月 |                                                 | 1945年8月敗戦により喪失 |
| 泊居工場           | 樺太泊居郡泊居町               | 1915年8月         | 樺太→1933年5月王子                              | 1945年8月敗戦により喪失 |
| 恵須取工場         | 樺太恵須取郡恵須取町           | 1925年11月        | 樺太→1933年5月王子                              | 1945年8月敗戦により喪失 |
| 敷香工場           | 樺太敷香郡敷香町               | 1935年6月         | 日本人絹パルプ→1943年6月王子                    | 1945年8月敗戦により喪失 |
| 朝鮮工場           | 朝鮮平安北道新義州府           | 1919年8月         | 朝鮮製紙→1921年12月王子                         | 1945年8月敗戦により喪失 |

## 役員
会社のトップの肩書きは、発足時の「代表取締」、「専務取締役」、「専務取締役社長」、「取締役社長」と変化している。該当する人物は以下の10人である。
1. 代表取締
  1. 渋沢栄一：1872年11月就任、1893年9月退任
2. 専務取締役
  1. 谷敬三：1893年9月就任、1896年6月退任
  2. 藤山雷太：1896年6月就任、1902年4月退任
  3. 朝吹英二：1902年4月就任、同年7月退任
  4. 鈴木梅四郎：1902年7月就任、1909年11月退任
  5. 高橋義雄：1909年11月就任、1911年10月退任
  6. 藤原銀次郎：1911年10月就任、1920年6月異動
3. 専務取締役社長
  1. 藤原銀次郎：1920年6月就任、1929年3月再異動
4. 取締役社長
  1. 藤原銀次郎：1929年3月就任、1938年12月退任
  2. 高嶋菊次郎：1938年12月就任、1942年12月退任
  3. 足立正：1942年12月就任、1946年12月退任
  4. 中島慶次：1946年12月就任、1949年8月会社解散（苫小牧製紙初代社長に就任）

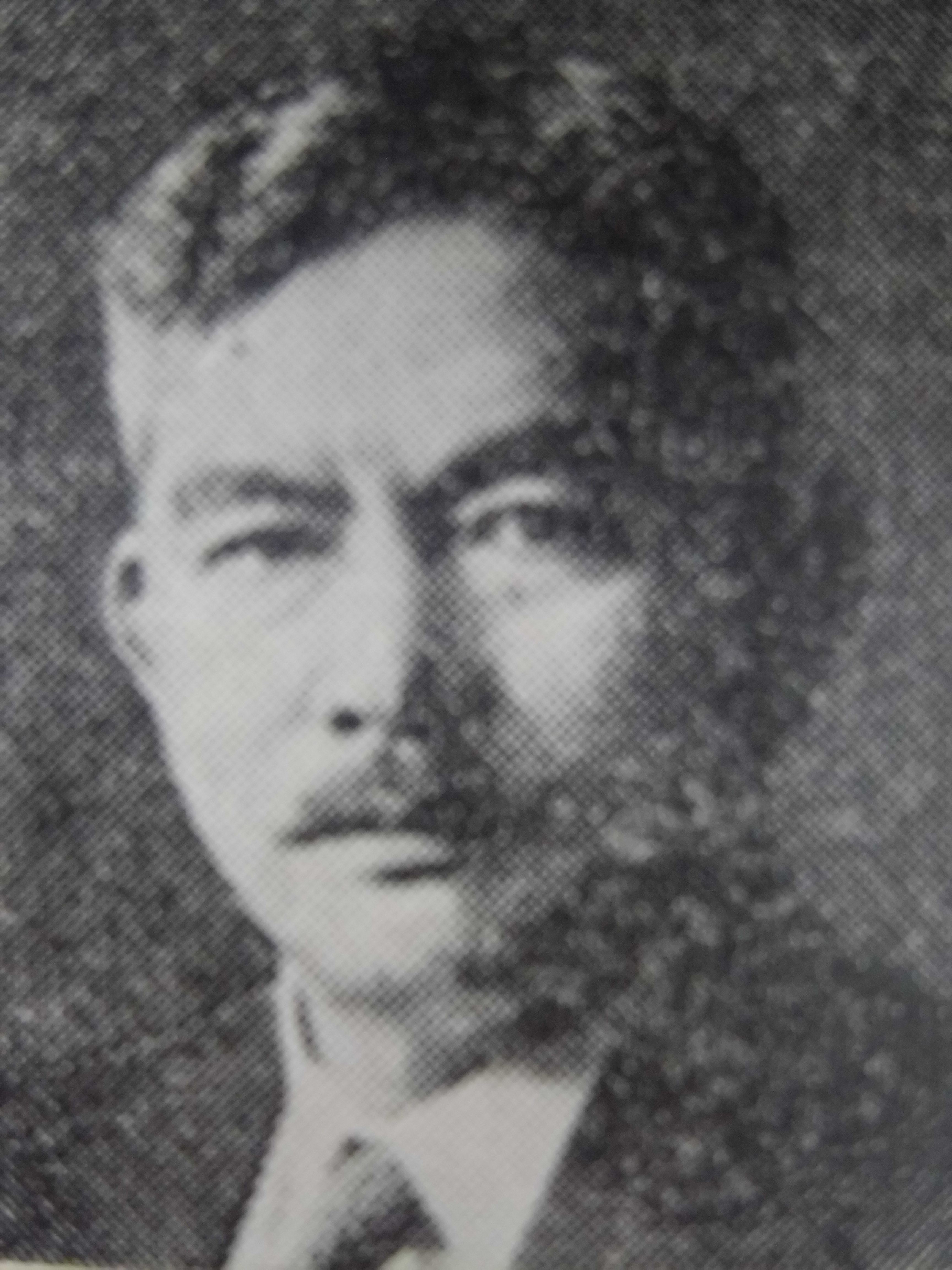
足立正

また、「取締役会長」という役職も存在した。該当するのは計5人だが、以下の通り常時設定されていたわけではない。
1. 渋沢栄一：1893年9月就任（代表取締から異動）、1898年9月退任
2. 朝吹英二：1908年7月就任、1911年10月退任
3. 三井得右衛門：1911年10月就任、1920年6月退任
4. 藤原銀次郎：1938年12月就任（取締役社長から異動）、1940年1月退任
5. 井上憲一：1942年12月就任、1943年10月退任